# Gonatopus spectrum
Gonatopus spectrum är en stekelart som först beskrevs av Van Vollenhoven 1874.  Gonatopus spectrum ingår i släktet Gonatopus, och familjen stritsäcksteklar. Arten är reproducerande i Sverige.